# Grande potência

Os atuais países que têm sido apontados para se tornar (ou se manter) como uma superpotência no século XXI:
Estados Unidos (atual superpotência)
Rússia
Índia
China
União Europeia

Uma grande potência é uma nação ou o estado que, pela sua grande força econômica, política e militar, é capaz de exercer o poder por cima da diplomacia mundial. As suas opiniões são fortemente consideradas por outras nações antes de empreender uma ação diplomática ou militar. Caracteristicamente, eles têm a capacidade de intervir militarmente em quase qualquer lugar, e eles também têm o poder suave, cultural, muitas vezes na forma de investimento econômico em porções menos desenvolvidas do mundo.
Há um grande debate quanto a quais nações constituem as grandes potências do mundo. Basicamente a pergunta foi respondida pelo recurso "ao bom senso". Isto levou a muita análise subjetiva, com pouco acordo em uma lista definitiva. Uma segunda aproximação que foi tomada, foi uma tentativa de desenvolver uma noção conceitual de grandes potências — critérios derivam-se, que então podem ser aplicados em um exame histórico para identificar aqueles países que têm, ou tiveram, esta posição.

## História
Ao longo da história, existiram diferentes grupos de grandes potências, ou de potências relevantes; contudo o termo grande potência só passou a ser usado como um discurso acadêmico ou diplomático desde o Congresso de Viena da era pós-napoleônica em 1815. O Congresso estabeleceu o Concerto da Europa como uma tentativa de conservar a paz depois dos anos das Guerras Napoleônicas.

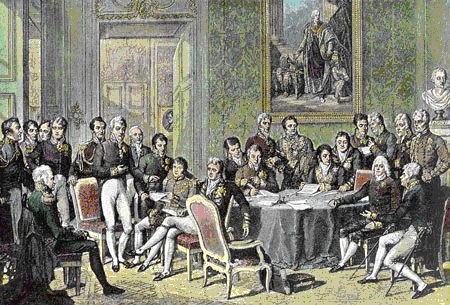
O Congresso de Viena.

O Lord Castlereagh, Secretário do Exterior Britânico, usou o termo pela primeira vez no seu contexto diplomático, em uma carta remetida em 13 de Fevereiro de 1814. Ele afirmou que:
| “ | Ele permite-me a grande satisfação para informá-lo que há cada perspectiva do Congresso que termina com um acordo geral e Garantia entre as grandes potências da Europa, com uma determinação de apoiar o acordo, e virar a influência geral e se necessário os braços gerais contra o Poder que tentará primeiro disturbar a paz Continental. | ” |

O Congresso de Viena compôs-se de cinco potências principais: o Reino Unido da Grã-Bretanha e Irlanda, o Império Austríaco, o Reino da Prússia, o Reino da França, e o Império Russo. Os reinos de Espanha, Portugal e Suécia foram consultados em certos problemas específicos, mas eles não foram participantes cheios. Em questões que se relacionam com a atual Alemanha, os reinos de Hanôver, da Baviera e de Vurtemberga também foram consultados. Esses cinco participantes primários constituíram as grandes potências originais como conhecemos o termo hoje.
Dentro de algum tempo, essas cinco potências originais foram sujeitas à maré habitual e o fluxo de eventos. Alguns, como o Reino Unido e a Prússia (que se tornou parte de um Império Alemão unificado), solidificaram-se, com crescimento econômico contínuo e poder político. Os outros, como o Império Russo e o Austro-Húngaro, lentamente ossificaram-se. Ao mesmo tempo, outros estados emergiam e expandiam-se no poder; os dianteiros dos quais foram o Império do Japão (Restauração Meiji) no Extremo Oriente, Reino da Itália (Risorgimento) na Europa e os Estados Unidos (após a sua guerra civil, e principalmente, pós-Primeira Guerra Mundial) na América. Claramente, na alvorada do século XX, o equilíbrio do poder mundial tinha-se modificado substancialmente desde 1815 e o Congresso de Viena. A Aliança das Oito Nações (Império Austro-Húngaro, República Francesa, Império Alemão, Reino da Itália, Império do Japão, Império Russo, Reino Unido da Grã-Bretanha e Irlanda e Estados Unidos da América) formada em 1900 para invadir o Império Chinês representou o clube das grandes potências no início do século XX.

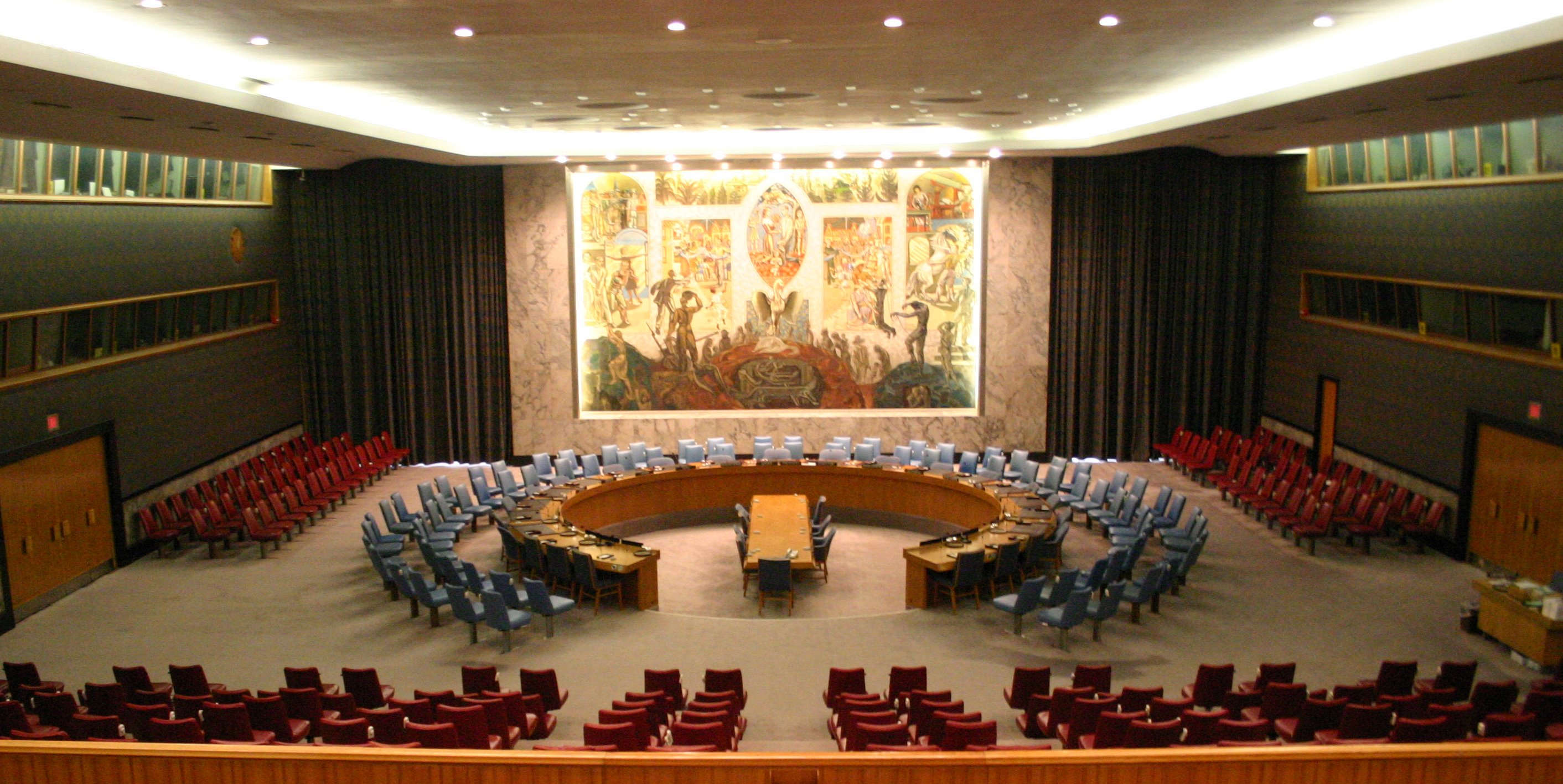
Câmara do Conselho de Segurança da ONU em Nova Iorque

Os turnos do poder internacional ocorreram mais notavelmente por conflitos principais. Na sequência da Primeira Guerra Mundial, o Império Alemão foi derrotado, a Monarquia Austro-Húngara foi dividida em novos Estados menos poderosos e o Império Russo caiu, em uma revolução. A conclusão da guerra e o resultante Tratado de Versalhes viu o Reino Unido, a França, a Itália, os Estados Unidos e o Japão como os principais árbitros da nova ordem mundial. O fim da Segunda Guerra Mundial viu os Estados Unidos, o Reino Unido e a União Soviética emergirem como os vencedores primários. A importância da China e da França foi reconhecida pela sua inclusão (junto com "os três Grandes") no grupo de países com assentos permanentes no Conselho de Segurança das Nações Unidas.
A Alemanha (após sua reunificação) e o Japão são também grandes potências, devido às suas grandes economias avançadas (tendo a terceira e a quarta maiores economias, respectivamente), em vez das suas capacidades estratégicas e de poder duro (isto é, a falta de lugares permanentes e o poder de veto no Conselho de Segurança da ONU; Alcance militar estratégico; Entre outros). A Alemanha tem sido membro juntamente com os cinco membros permanentes do Conselho de Segurança no grupo P5 + 1 das potências mundiais. Em sua publicação de 2014, Great Power Peace e American Primacy, Joshua Baron considera a República Popular da China, a República Francesa, a Federação Russa, a República Federal da Alemanha, o Estado do Japão, o Reino Unido da Grã-Bretanha e Irlanda do Norte e os Estados Unidos da América como as grandes potências atuais.

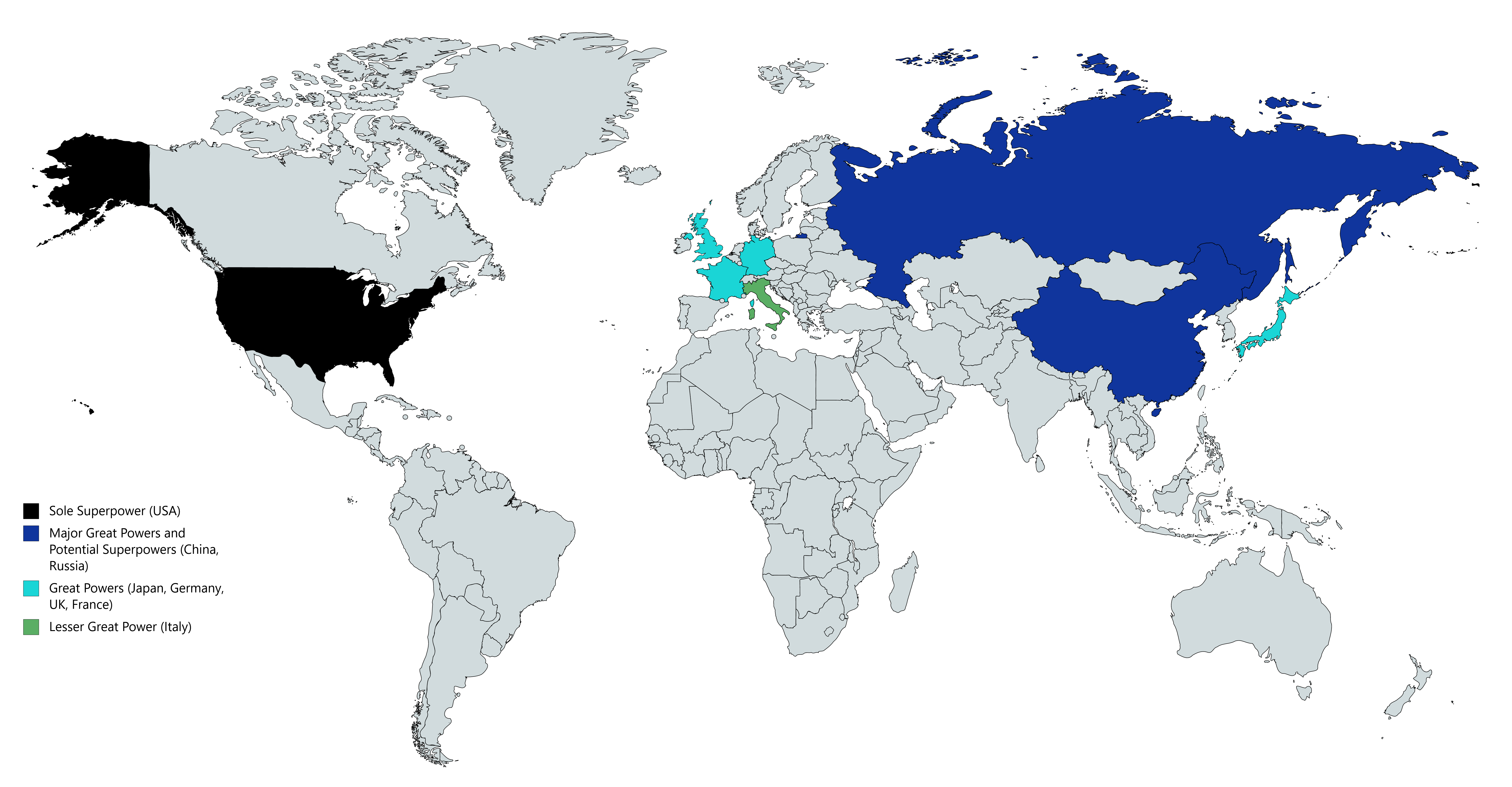
Grandes potências atuais. Os Estados Unidos (em preto) são a única superpotência, China e Rússia (em azul) são grandes potências e potenciais superpotências, França, Alemanha, Japão e Reino Unido (em azul claro) são grandes potências. A Itália (em verde) é uma grande potência e por vezes chamada de menor das grandes potências.

A Itália tem sido descrita como uma grande potência por um número de acadêmicos e comentadores na era após a Segunda Guerra Mundial. A estudiosa de lei internacional americana Milena Sterio escreve:
As grandes potências são estados super soberanos: um clube exclusivo dos estados mais poderosos economicamente, militarmente, politicamente e estrategicamente. Esses estados incluem aqueles com poder de veto membros do Conselho de Segurança da ONU (EUA, China, Rússia, França e Reino Unido), assim como potências econômicas tais como a Alemanha, Itália e Japão.
 Sterio também cita o status da Itália no Grupo dos Sete (G7) e a influência da nação em organizações regionais e internacionais como sendo o de uma grande potência. Outros analistas afirmam que a Itália é uma "potência intermitente" ou a "menor das grandes potências", Enquanto outros acreditam que a Itália é uma potência regional ou média.
Desde o fim das Guerras Mundiais, o termo grande potência foi juntado por um número de outras classificações de poder. Dianteiro entre esses é o conceito de superpotência, usada para descrever aquelas nações com o poder esmagador sobre o resto do mundo. Média potência emergiu como um termo referente àquelas nações que exercem um grau da influência global, mas insuficiente para ser decisivas em assuntos internacionais. As Potências regionais são aquelas cuja influência é confinada à sua região, os termos Potência principal e Potência global emergiram como os sinônimos de grande potência.

## Linha do tempo das grandes potências
| 1815              | 1878              | 1900              | 1919              | 1939            | 1945            | c. 2000        | c. 2010        |  |
| Prússia           | Alemanha          | Alemanha          |                   | Alemanha        |                 | Alemanha       | Alemanha       |  |
| Áustria           | Áustria-Hungria   | Áustria-Hungria   |                   |                 |                 |                |                |  |
|                   |                   |                   |                   |                 | China           | China          | China          |  |
|                   |                   | Estados Unidos    | Estados Unidos    | Estados Unidos  | Estados Unidos  | Estados Unidos | Estados Unidos |  |
| França            | França            | França            | França            | França          | França          | França         | França         |  |
|                   | Itália            | Itália            | Itália            | Itália          |                 | Itália         | Itália         |  |
|                   |                   | Japão             | Japão             | Japão           |                 | Japão          | Japão          |  |
| Império Britânico | Império Britânico | Império Britânico | Império Britânico | Reino Unido     | Reino Unido     | Reino Unido    | Reino Unido    |  |
| Rússia            | Rússia            | Rússia            |                   | União Soviética | União Soviética | Rússia         | Rússia         |  |